# Río Potrerillo
El río Potrerillo es un curso natural de agua que nace cerca del paso Guanaco Zonzo en la frontera internacional de la Región de Atacama y fluye hacia el poniente hasta desembocar sus aguas en el río El Carmen.

## Trayecto
La hoya del río tiene una superficie de 638 km²: 231 

## Caudal y régimen
El río Potrerillo drena las laderas del extremo sur de la sierra de Tatul con lo que aporta cerca del 40% del caudal de su río principal, El Carmen.: 231 
La Dirección General de Aguas divide la cuenca en tres partes:: 49–50 
1. La subcuenca del Carmen, que desde su nacimiento en la cordillera de los Andes hasta su junta con el río del Tránsito presenta un régimen nival, con crecidas en diciembre en años húmedos, producto de los deshielos, mientras que en años secos se observan caudales muy bajos a lo largo de todo el año. El período de estiaje ocurre en el trimestre mayo-julio.
2. La subcuenca del Tránsito, que drena el río el Tránsito y el Conay, tiene un régimen nival, con crecidas entre noviembre y enero, en años húmedos, mientras que en años secos se observan caudales muy bajos a lo largo del año. El período de estiaje ocurre en el trimestre julio-septiembre.
3. La subcuenca del Huasco, que desde su nacimiento en la confluencia de los ríos El Tránsito y El Carmen, posse un régimen nival, con crecidas en diciembre y enero en años húmedos, producto de los deshielos. En años secos se observan caudales muy bajos durante todo el año, especialmente entre noviembre y abril, debido a la poca acumulación nival que se produce en este tipo de años. El período de estiaje ocurre en el trimestre agosto-octubre.

Hans Niemeyer, sin embargo, no es tan enfático. Al señalar que su régimen es nival, advierte que muchos años el régimen, o su caudal, tiene 2 puntas, una durante el periodo de lluvias y una durante el periodo de deshielo.: 232 

## Historia
Luis Risopatrón lo describe en su Diccionario jeográfico de Chile (1924):: 694 
Potrerillo (Río). Recibe las aguas de la falda W del cordon limitáneo con la Arjentina, corre hacia el W i se vacia en el río de El Carmen en Los Potrerillos.